# Gran Diccionario de la Lengua Catalana
El Gran Diccionario de la Lengua Catalana (GDLC) (Gran Diccionari de la Llengua Catalana) es un repertorio lexicográfico que contiene, entre otros, la parte léxica de la Gran Enciclopedia Catalana. La primera edición es de 1998.
Como precedente de un diccionario de este alcance, en 1932 se iniciaron conversaciones entre Francesc de Borja Moll y Pompeu Fabra para convertir el Diccionario catalán-valenciano-balear en el Diccionario de la Lengua Catalana del Instituto de Estudios Catalanes (IEC). Aun así este intento no prosperó.
El proyecto para hacer el GDLC nació en 1995, después de la aparición de la tercera edición (1993) del Diccionario de la lengua catalana (monolingüe) de la misma editorial. En marzo de 1998 se publicó el Gran Diccionario de la lengua catalana editado por la editorial Gran Enciclopedia Catalana y fue actualizado de acuerdo con las últimas modificaciones ortográficas del Instituto de Estudios Catalanes.
El Gran Diccionario de la Lengua Catalana es un repertorio de léxico general y especializado el cual contiene información lexicológica y gramatical. Distingue sistemáticamente, dentro de la sinonimia, las palabras consideradas de ámbito de uso restringido (las clasificadas como dialectales) de las palabras de uso general o estándar. Es una obra que va más allá del estricto objetivo normalizador del Instituto de Estudios Catalanes y que tiene la acreditación de esta institución.

## Contenido
- 88.500 entradas (incluye las 67.500 entradas del diccionario del Instituto de Estudios Catalanes)
- 22.000 subentrades (locuciones, frases hechas, etc.)
- 172.000 definiciones
- Incluye:
  - la historia de las palabras
  - listas de vocabulario agrupadas temáticamente
  - cuadros de información gramatical
  - la partición silábica de las palabras que ofrecen alguna dificultad
  - homófonos
  - prefijos y sufijos, diferenciados del resto de entradas
  - neologismos
  - los extranjerismos más frecuentes con su pronunciación
  - amplio repertorio de terminología
  - ejemplos de uso
  - modelos de conjugación verbal
  - plurales irregulares.